# Aimo Koivunen
Aimo Allan Koivunen [ɑi̯mo ɑlːɑn koi̯ʋunen] (* 17. Oktober 1917 in Alastaro; † 2. August 1989 in Jyväskylä) war ein finnischer Soldat, der im Zweiten Weltkrieg in Winterkrieg und Fortsetzungskrieg kämpfte. Er litt im Winter 1944 mehr als vierzehn Tage unter einer Überdosis des Methamphetamins Pervitin, legte als Folge bei bis zu −30 °C hunderte Kilometer allein auf Skiern zurück und wurde letztendlich schwer verwundet und unterernährt, aber lebend aufgefunden.

## Leben
Aimo Koivunen wurde 1917 in Alastaro als Ältestes der sechs Kinder von Frans Vihtori Koivunen und seiner Frau Aune Sofia im Südwesten des damaligen Großfürstentums Finnland geboren, eine autonome Region innerhalb des Russischen Kaiserreiches. Er trat im Alter von 22 Jahren im Zuge des sowjetischen Überfalls auf Finnland im November 1939 in das Finnische Heer ein und kämpfte bis zum Waffenstillstand im März 1940 im 13. Infanterieregiment als Teil der 5. Division an der Mannerheim-Linie in Karelien. Nach dem Eintritt Finnlands in den Fortsetzungskrieg im Juni 1941 wurde er Mitglied des 35. Infanterieregiments. Im Rang des Korporal (Korpraali) war er später in der 4. Kompanie (Detachment Paatsalo) der Spezialeinheit Erillinen Pataljoona 4 in Rovaniemi stationiert. Er führte dort Kommandomissionen hinter feindlichen Linien durch. Er erlebte das Ende des Fortsetzungskrieges im Lazarett und wurde 1944 ehrenhaft aus der Armee entlassen.
Koivunen starb am 2. August 1989 im Alter von 71 Jahren in seiner Wahlheimat Jyväskylä. Er hinterließ seine Ehefrau Elsa Koivunen und insgesamt neun Kinder und wurde auf dem städtischen Kirchenfriedhof in Saarijärvi bestattet.

## Pervitin-Zwischenfall
Bedingt durch einen Zwischenfall, der sich im Winter 1944 ereignet hatte, errang Koivunen internationale Bekanntheit. Unter dem Kommando von Ilmari Honkanen nahm er an einer Aufklärungsmission nahe der Stadt Kantalahti (heute Kandalakscha) in Lappland teil. Er verwaltete den Vorrat an Pervitin, das zu dieser Zeit von den Oberkommandos aller großen kriegsführenden Parteien der Achse gegen Müdigkeit, Kälte und Erschöpfung an die Soldaten ausgegeben wurde, für seine neun Mann starke Kompanie und führte so insgesamt dreißig Kapseln des Amphetamins mit sich. Am dritten Tag, dem 18. März, geriet der Trupp in ein Scharmützel mit Soldaten der Roten Armee, im Zuge dessen die Finnen zahlenmäßig weit unterlegen die Flucht ergriffen. Als Koivunen nach einer langen, kräftezehrenden Skifahrt in der Nacht erschöpft war und Schwierigkeiten bekam, mit seinen Kameraden mitzuhalten, konsumierte er entweder aus Frust oder Versehen aufgrund der Dunkelheit die komplette Pervitinration auf einmal. Die vom finnischen Oberkommando empfohlene, maximale Tagesdosis lag bei sechs Kapseln in 24 Stunden. Nach einem kurzen Energieschub wurde er zunehmend desorientiert und verlor schließlich das Bewusstsein.
Über die Ereignisse der folgenden zwei Wochen gibt es keine gesicherte Quellenangaben. Koivunen berichtete 1978 ausführlich in seinem autobiografischen Beitrag Pervitiini-partio (dt. etwa Pervitin-Patrouille) im Magazin Kansa Taisteli über seine Erlebnisse. Er habe immer wieder unter starken Halluzinationen gelitten, sei mehrmals vor sowjetischen Soldaten geflohen, habe mehrere Landminen ausgelöst und insgesamt eine Woche in einer Kuhle im Schnee verharrt. Belegt ist, dass er am 1. April die Aufmerksamkeit eines vorbeifliegenden Flugzeuges der Luftwaffe erregen konnte. Kurz darauf ausgesandte Pioniere trafen Koivunen schließlich völlig entkräftet, durch die Minen schwer verwundet und fast erfroren über 400 km von seinem ursprünglichen Einsatzort entfernt an. Bei seiner Einlieferung in ein Feldlazarett wurde festgestellt, dass sein Ruhepuls dreizehn Tage nach dem Konsum der Droge noch immer bei ca. 200 Schlägen pro Minute lag, dem mehr als Doppelten der ansonsten normalen Geschwindigkeit. Sein Körpergewicht war auf 43 kg gesunken. Er verlor als Folge seines insgesamt dreizehntägigen Ausharrens bei bis zu −30 °C alle Zehen durch Erfrierung, trug aber keine weiteren bleibenden Schäden davon und erholte sich ansonsten vollständig.